# Torre-Cardela
Torre-Cardela település Spanyolországban, Granada tartományban. Torre-Cardela Guadahortuna, Pedro Martínez, Gobernador és Píñar községekkel határos. Lakosainak száma 712 fő (2024).

## Népesség
A település népessége az elmúlt években az alábbi módon változott:
| Lakosok száma | 1158 | 1134 | 1092 | 970  | 937  | 860  | 813  | 736  | 715  | 712  |
|               | 2001 | 2004 | 2006 | 2009 | 2011 | 2014 | 2016 | 2019 | 2021 | 2024 |